# Horodîșce, Pișceanka
Horodîșce (în ucraineană Городище) este o comună în raionul Pișceanka, regiunea Vinnița, Ucraina, formată numai din satul de reședință.

## Demografie
Componența lingvistică a satului Horodîșce
     Ucraineană (97,04%)
     Rusă (2,59%)
     Alte limbi (0,37%)
Conform recensământului din 2001, majoritatea populației satului Horodîșce era vorbitoare de ucraineană (97,04%), existând în minoritate și vorbitori de rusă (2,59%).